# Anolis gracilipes
Espèce
Synonymes
- Norops gracilipes (Boulenger, 1898)

Anolis gracilipes est une espèce de sauriens de la famille des Dactyloidae. 

## Répartition
Cette espèce se rencontre dans l'ouest de la Colombie et de l'Équateur.

## Publication originale
- Boulenger, 1898 : An account of the reptiles and batrachians collected by M. W. F. H. Rosenberg in western Ecuador.  Proceedings of the Zoological Society of London, vol. 1898, no 1, p. 107-126 (texte intégral).